# Halmstad (album)
Pour les articles homonymes, voir Halmstad (homonymie).
 (mai 2020).
Albums de Shining
IV - The Eerie Cold
(2003) VI - Klagopsalmer
(2006)
V: Halmstad est le cinquième album du groupe de black metal suédois Shining, sorti en juillet 2007 sur le label Osmose Productions.

## Présentation
Le nom de l'album vient de la ville homonyme, en Suède, d'où est originaire le groupe.
Une édition vinyle LP noir a été publiée en édition limitée à 500 exemplaires.
Plusieurs lignes de Christina Ricci, extraites du film Prozac Nation, ont été échantillonnées dans cet album. La piste 5, Åttiosextusenfyrahundra, est un arrangement de la Sonate pour piano nº 14 de Beethoven.
La piste 1 commence par les premiers vers de Antigonish (en), un poème de 1889 de William Hughes Mearns (en).

## Liste des titres
Toutes les chansons sont écrites et composées par Niklas Kvarforth.
| 1.    | Yttligare ett steg närmare total jävla utfrysning | 6:23  |
| 2.    | Längtar bort från mitt hjärta                     | 8:29  |
| 3.    | Låt oss ta allt från varandra                     | 6:05  |
| 4.    | Besvikelsens dystra monotoni                      | 10:06 |
| 5.    | Åttiosextusenfyrahundra                           | 2:43  |
| 6.    | Neka morgondagen                                  | 8:50  |
| 42:36 |                                                   |       |

## Membres du groupe
- Niklas Kvarforth : chant
- Fredric Gråby : guitare
- Peter Huss : guitare
- Johan Hallander : basse
- Ludwig Witt : batterie